# エアフルト大学
エアフルト大学（エアフルトだいがく、ドイツ語: Universität Erfurt）は、ドイツのテューリンゲン州エアフルトにある大学。

## 概要
エアフルト大学は1379年創立でハイデルベルク大学に次ぐ歴史のある大学で、宗教改革で知られるマルティン・ルターが神学を学んだ。1815年から1993年まで閉鎖され、1994年に大学改革のモデル校として再開学した。
以前のドイツの大学制度では修士号を最初の卒業としていたので在学期間が長くなりすぎるという批判があり、財政も圧迫していたのでエアフルト大学では学士で卒業できるカリキュラムになった。人文系の学部で旧東側ではあるものの、教員は旧西側出身者が多く、学生もおよそ半数が旧西側出身とされ、日本国内に3校の姉妹校の協定があり、学生の交換留学や教官の交流などがある。

## ギャラリー

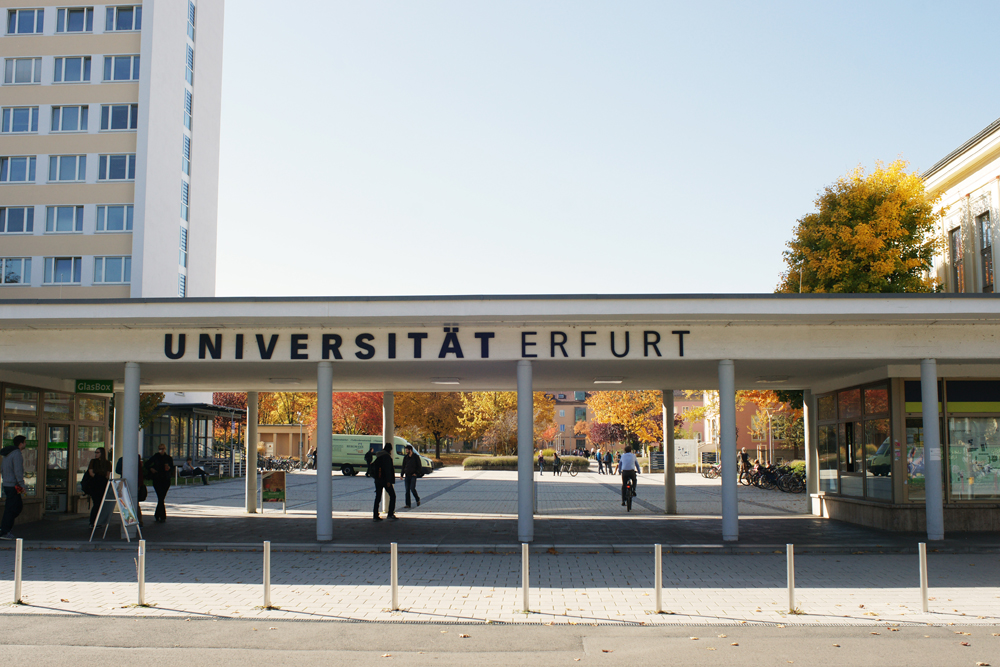
エントランス
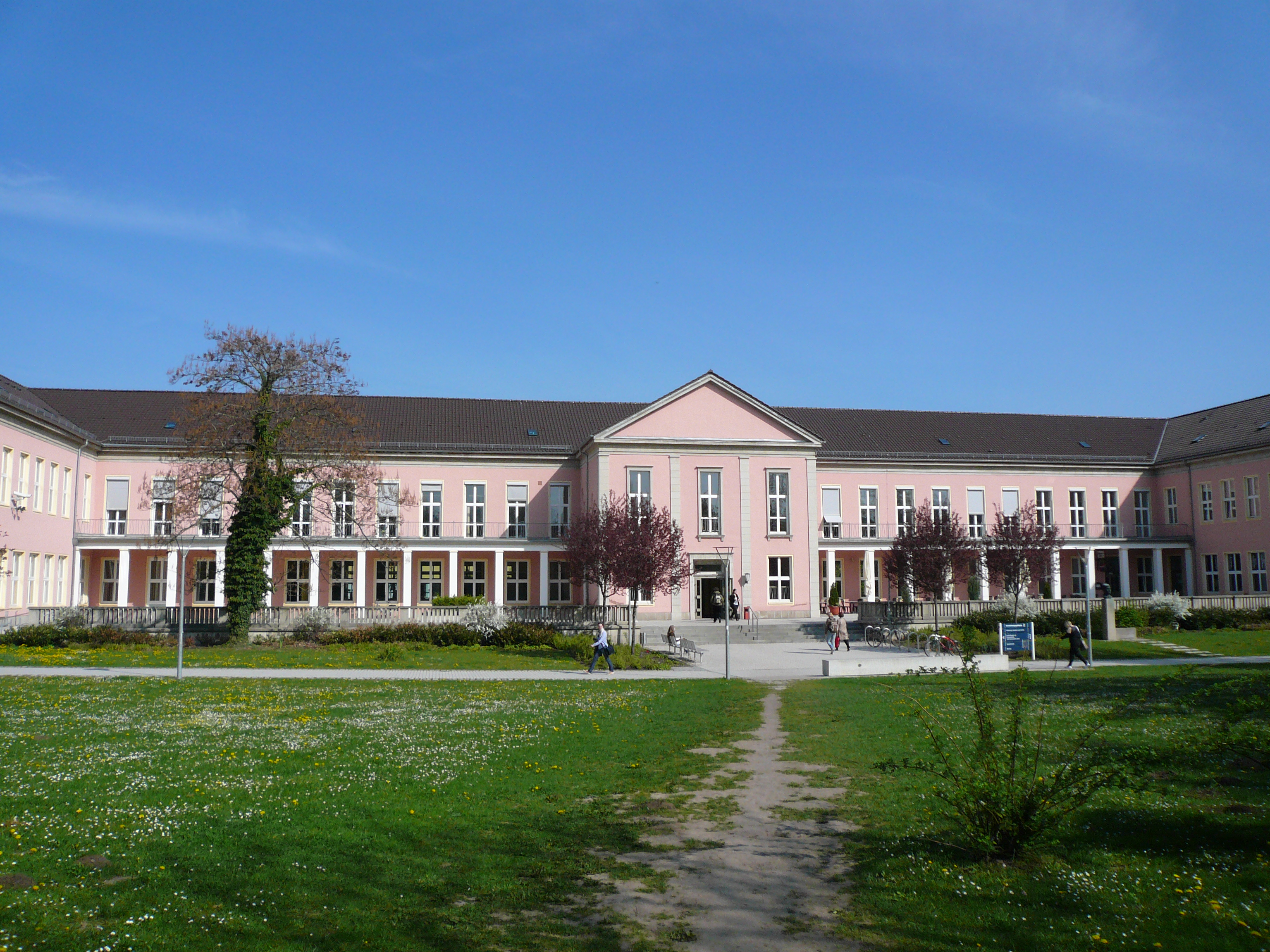
校舎
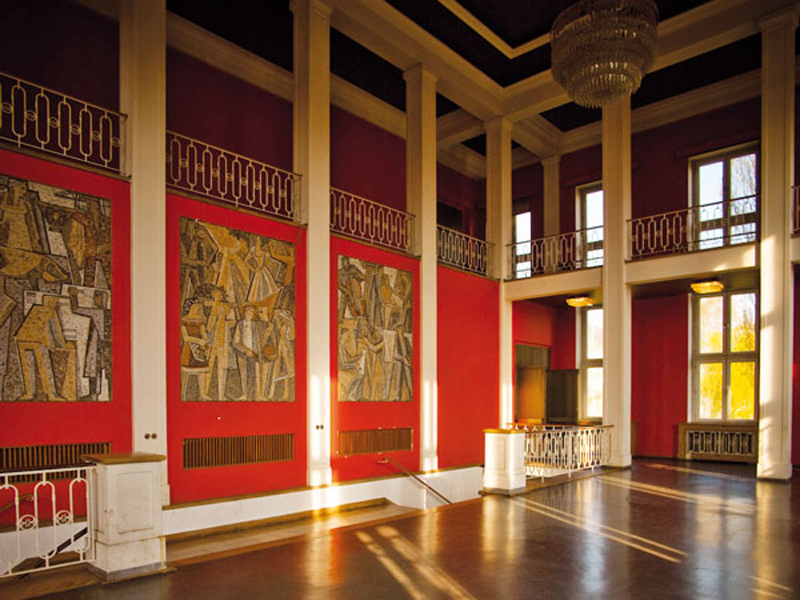
建物内部
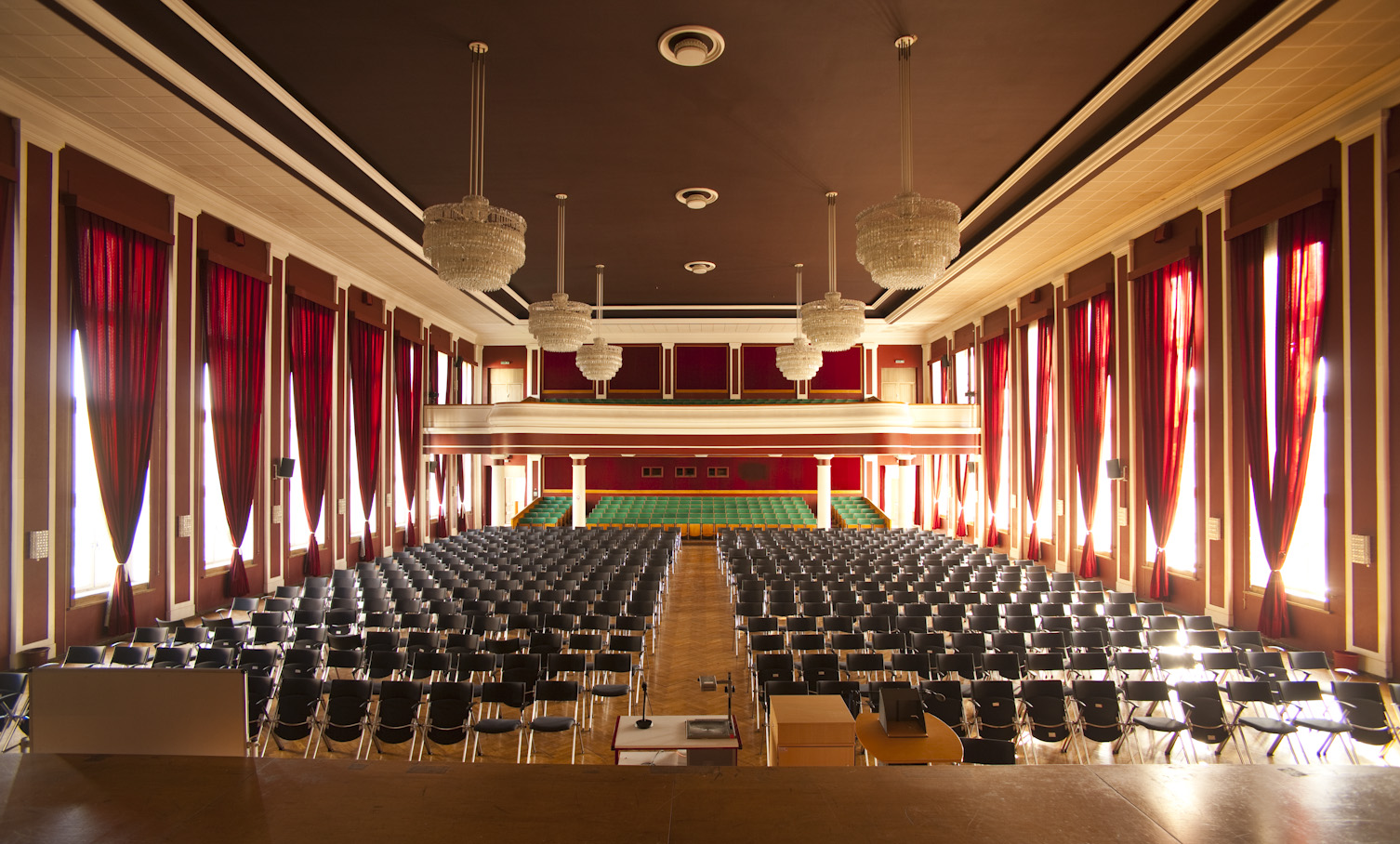
講堂